# Heerapur, Raichur
Heerapur là một làng thuộc tehsil Raichur, huyện Raichur, bang Karnataka, Ấn Độ.